# Trochalus silfverbergi
Trochalus silfverbergi är en skalbaggsart som beskrevs av Frey 1970. Trochalus silfverbergi ingår i släktet Trochalus och familjen Melolonthidae. Inga underarter finns listade i Catalogue of Life.